# Dennis Franz
Dennis Franz (Maywood, Illinois, 28 oktober 1944) is een Amerikaans acteur. Zijn echte naam is Dennis Franz Schlachta.

## Biografie
Zijn vader was een Duitse jood, die voor de oorlog naar de VS is geëmigreerd en werkte net als zijn vrouw bij de posterijen in Chicago.
Dennis heeft nog twee oudere zusters.
Op de middelbare school was hij niet alleen actief in baseball, football en zwemmen, maar hij had daar ook zijn eerste toneelervaring. Volgens de overlevering had zijn toenmalige vriendinnetje zich ingeschreven voor een rol in een schooltoneelstuk en om die reden schreef hij zich ook in. Uiteindelijk kreeg hij zijn rol en z’n vriendin niet. Beledigd maakte zij de verkering uit.
Hij studeerde af aan Proviso East High School in zijn geboorteplaats en later aan de Southern Illinois University.
Tijdens de Vietnamoorlog bracht hij 11 maanden door bij de 82e Luchtlandingsdivisie. Daarna werd hij, naar eigen zeggen, een slechte postbode. In die periode besloot hij om een karakteracteur te worden en hij schreef zich in bij een castingbureau in Chicago.
In 1978 maakte hij zijn filmdebuut in de film The Fury van Brian De Palma.
Producent Steven Bochco kreeg hem al snel in de gaten en liet hem aanvankelijk allerlei gastrolletjes spelen in verschillende politieseries. In 1983 kreeg hij de rol van detective Sal Benedetto in de televisieserie Hill Street Blues. Twee jaar later speelde hij in dezelfde serie de rol van luitenant Norman Buntz.
Toen producenten Steven Bochco en David Milch bezig waren met de voorbereidingen van de pilotaflevering van de televisieserie NYPD Blue, waren ze het er snel over eens dat ze Franz wilden hebben voor de rol van de mopperende, maar nuchtere detective Andy Sipowicz. Het was een rol die hij twaalf seizoenen zou spelen en hem vier keer een Emmy Award en een Golden Globe zou opleveren. Bovendien is hij in 1999 vereeuwigd in de Hollywood Walk of Fame.
Enkele andere opmerkelijke rollen die Franz speelde, waren: Spike in de Popeye-speelfilm uit 1980, Detective Marino in Dressed to Kill uit 1980, Warren Toomey in Psycho II uit 1983 en Captain Carmine Lorenzo in Die Hard 2 uit 1990.
Dennis is op 1 april 1995 getrouwd; zijn vrouw heeft twee dochters uit een vorig huwelijk.

## Filmografie
- Remember My Name (1978) - Franks
- The Fury (1978) - Bob Eggleston
- A Wedding (1978) - Koons
- Stony Island (1979) - Jerry Domino
- A Perfect Couple (1979) - Costa
- Bleacher Bums (Televisiefilm, 1979) - Rol onbekend
- Dressed to Kill (1980) - Detective Marino
- Popeye (1980) - Spike
- Chicago Story (Televisiefilm, 1981) - Officer Joe Gilland
- Blow Out (1981) - Manny Karp
- Chicago Story Televisieserie - Officer Joe Gilland (13 afl., 1982)
- Psycho II (1983) - Warren Toomey
- Hill Street Blues Televisieserie - Detective Sal Benedetto (Afl., Moon Over Uranus, 1983|Moon Over Uranus: The Sequel, 1983|Spotlight on Rico, 1983|Buddy, Can You Spare a Heart?, 1983|A Hill of Beans, 1983)
- Bay City Blues Televisieserie - Angelo Carbone (8 afl., 1983)
- Scarface (1983) - Medewerker immigratiebureau (Stem, niet op aftiteling)
- Riptide Televisieserie - Earl Bertane (Afl., Double Your Pleasure, 1984)
- E/R Televisieserie - Rol onbekend (Afl., The Sister, 1984)
- The A-Team Televisieserie - Sam Friendly (Afl., Chopping Spree, 1984)
- Hardcastle and McCormick Televisieserie - Tony Boutros (Afl., Did You See the One That Got Away?, 1984)
- Body Double (1984) - Rubin
- T.J. Hooker Televisieserie - Rol onbekend (Afl., Hardcore Connection, 1984)
- Simon & Simon Televisieserie - Frank Mahoney (Afl., Almost Foolproof, 1985)
- Hardcastle and McCormick Televisieserie - Joe Hayes (Afl., There Goes the Neighborhood, 1985)
- Deadly Messages (Televisiefilm, 1985) - Detective Max Lucas
- Hunter Televisieserie - Sgt. Jackie Molinas (Afl., The Snow Queen: Part 1 & 2, 1985)
- The A-Team Televisieserie - Brooks (Afl., Beverly Hills Assault, 1985)
- Street Hawk Televisieserie - Frank Menlo (Afl., Female of the Species, 1985)
- A Fine Mess (1986) - Phil
- Tales from the Hollywood Hills: Pat Hobby Teamed with Genius (Televisiefilm, 1987) - Louie
- Hill Street Blues Televisieserie - Detective Norman Buntz (11 afl., 1985-1987)
- Beverly Hills Buntz Televisieserie - Norman Buntz (13 afl., 1987-1988)
- Matlock Televisieserie - Jack Brennert (Afl., The Mayor: Part 1 & 2, 1989)
- Kiss Shot (Televisiefilm, 1989) - Max Fleischer
- The Package (1989) - Lt. Milan Delich
- Christine Cromwell Televisieserie - Rol onbekend (Afl., Easy Come, Easy Go, 1989)
- Nasty Boys, Part 2: Lone Justice (Televisiefilm, 1990) - Lt. Stan Krieger
- Nasty Boys Televisieserie - Lt. Stan Krieger (Afl., Home Again, 1990)
- Die Hard 2 (1990) - Kapitein Carmine Lorenzo
- N.Y.P.D. Mounted (Televisiefilm, 1991) - Anthony 'Tony' Spampatta
- Civil Wars Televisieserie - Rol onbekend (Afl., Pilot, 1991)
- In the Line of Duty: Siege at Marion (Televisiefilm, 1992) - Bob Bryant
- Moment of Truth: Caught in the Crossfire (Televisiefilm, 1994) - Gus Payne
- Texas Justice (Televisiefilm, 1995) - Richard 'Racehorse' Haynes
- The Tonight Show with Jay Leno Televisieserie - Zichzelf (Episode 18 april 1995)
- Healing the Hate (Televisiefilm, 1996) - Presentator
- American Buffalo (1996) - Don 'Donny' Dubrow, eigenaar Rvterbands Variety
- Mighty Ducks Televisieserie - Kapitein Klegghorn (Afl., The First Face-Off: Part 1 & 2, 1996, stem|A Traitor Among Us, 1996, stem)
- Mighty Ducks the Movie: The First Face-Off (Video, 1997) - Kapitein Klegghorn (Stem)
- City of Angels (1998) - Nathaniel Messinger
- NYPD Blue Televisieserie - Detective Andy Sipowicz (261 afl., 1993-2005)

- Biblioteca Nacional de España: XX1276732
- Bibliothèque nationale de France: cb13894137d (data)
- Gemeinsame Normdatei: 114628733X
- International Standard Name Identifier: 0000 0000 7823 4641
- Library of Congress Control Number: n89116301
- Nationale Bibliotheek van Tsjechië: xx0095659
- Nationale Bibliotheek van Israël: 987007455281405171
- Nederlandse Thesaurus van Auteursnamen: 140885951
- SNAC: w68s5kjb
- Système universitaire de documentation: 112864236
- Virtual International Authority File: 21267791
- WorldCat: E39PBJrWGgYxXtJ77DHD3g384q